# Viale Chang'an

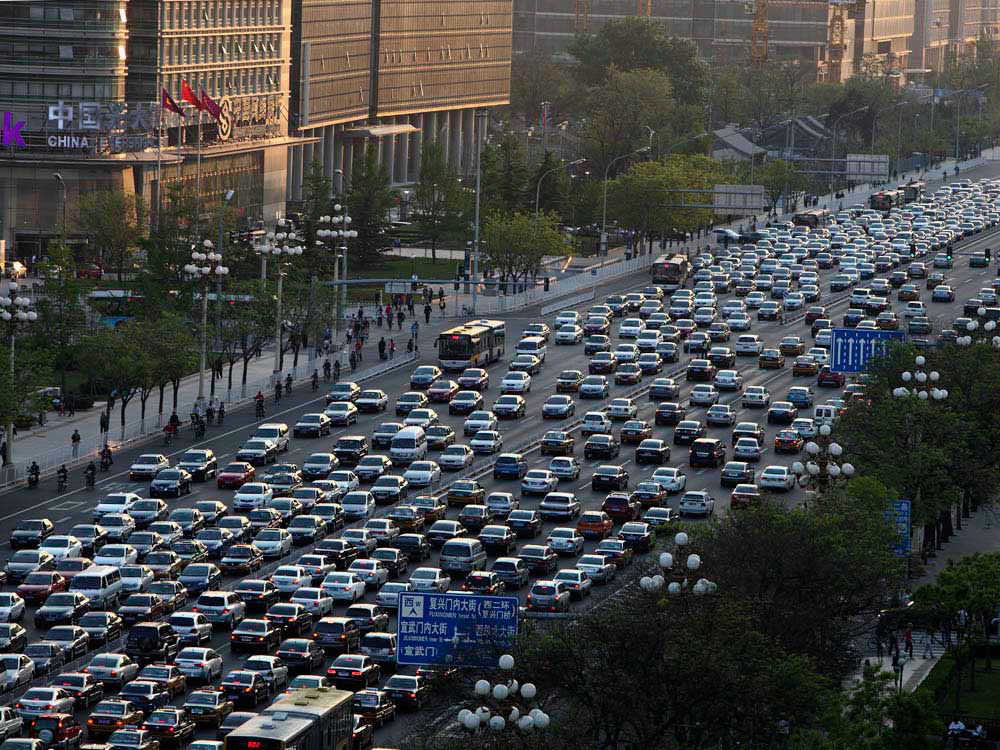
Traffico mattutino del viale

Il viale Chang'an (長安街T, 长安街S, Cháng'ān JiēP, lett. "viale della Pace Eterna") è una delle principali arterie di Pechino.
È spesso chiamata anche come Shili Changjie (十里長街T, 十里长街S, Shílǐ ChǎngjiēP, lett. "Lunga via di dieci lǐ"). Chang'an è l'antico nome di Xi'an, che fu capitale della Cina durante la dinastia Tang e nel corso di altre epoche.
In senso stretto, il viale Chang'an include solo i viali Chang'an Occidentale e Orientale; tuttavia, può indicare anche il tratto di strada da Fuxingmen, a ovest della Seconda circonvallazione, a Jiangguomen, a est della stessa.
In senso lato, indica il tratto di strada (il viale Chang'an esteso) che va dal distretto di Shijingshan al distretto di Tongzhou, comprendendo parte della superstrada Jingtong.
Questo lemma considera il viale Chang'an come la strada che va dalla via Fuxing fino all'inizio della superstrada Jingtong. Viene definita anche come la via che inizia nella via Shijingshan e termina nel Dawanqiao, nella via Jianguo

Nel 2009 il viale venne ampliato a 10 corsie, in occasione del 60º anniversario della fondazione della Repubblica popolare cinese.

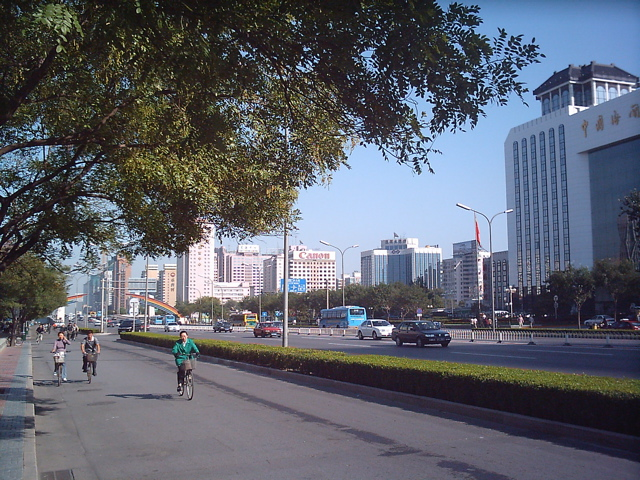
Viale Chan'an (Jiannei)

## Importanza
Il viale Chang'an è la strada subito anteriore alla porta Tian'anmen ed è posizionata a nord dell'omonima piazza. A causa della sua posizione, il viale Chang'an è associato a vari eventi importanti della storia cinese, quali il Movimento del quattro maggio, i funerali di Zhou Enlai e la protesta di Piazza Tiananmen (compresa l'opposizione del Rivoltoso Sconosciuto). Durante le celebrazioni importanti della Repubblica popolare cinese, nel viale vengono eseguite parate militari lungo il suo asse est-ovest, varcanti porta Tiananmen.
Fra i complessi situati lungo il viale Chang'an e vicino alla piazza Tiananmen vi sono: la Grande Sala del Popolo, il Zhongnanhai, la Sala di concerti di Pechino, il Museo nazionale della Cina, il Centro Nazionale per le Arti dello Spettacolo, lo Wangfujing e la Banca Popolare Cinese. Sia la Stazione Centrale di Pechino che quella di Pechino Ovest sono site nei dintorni del viale. Inoltre, la Linea 1 della metropolitana di Pechino corre sotto di essa.
Per via della sua ubicazione, nel viale Chan'an vengono applicate regolamentazione speciali: per esempio, è vietata la circolazione dei camion e dei veicoli di trasporto merci sia durante il giorno che durante la notte e non è permessa la pubblicità commerciale.